# جوناثان لابوينت
جوناثان لابوينت هو لاعب كرة القدم الكندية كندي، ولد في 25 سبتمبر 1984 في مدينة كيبك في كندا.